# Mae Nam Chao Phraya

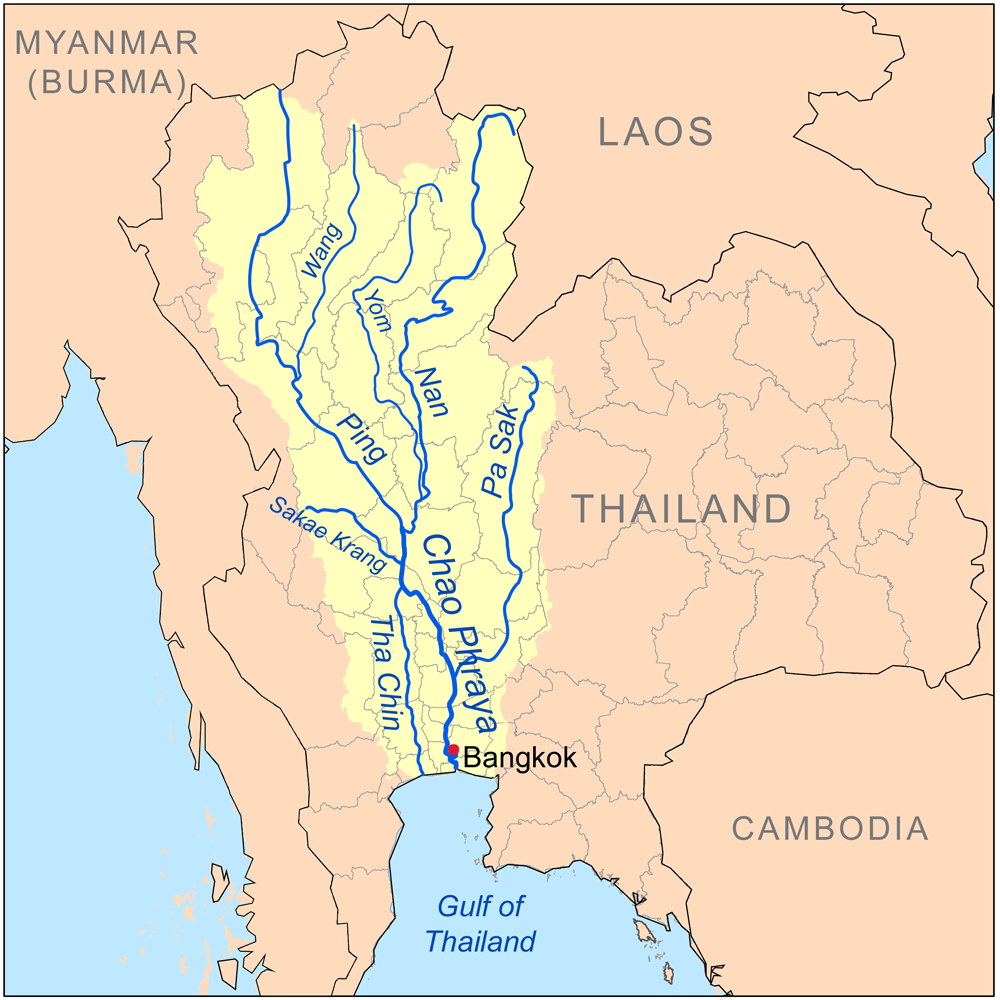
Karte des Chao-Phraya-Flusssystems

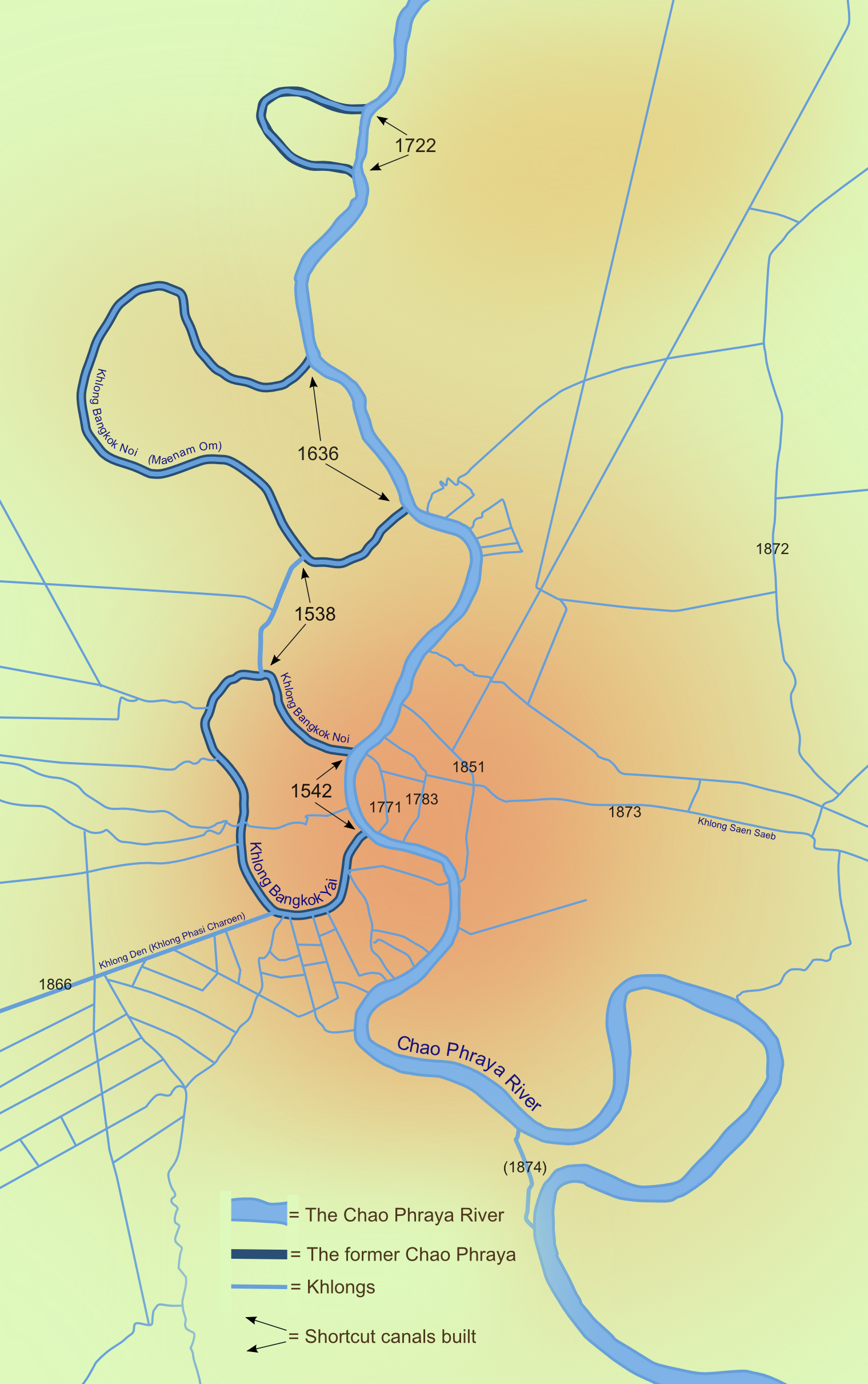
Karte der „Abkürzungskanäle“ im unteren Flusslauf

Der Mae Nam Chao Phraya (thailändisch แม่น้ำเจ้าพระยา, Aussprache: [mɛ̂ː náːm t͡ɕâw pʰráʔjaː]; Mae Nam bedeutet „Fluss“) oder nur Chao Phraya ist neben dem Mekong der größte und wichtigste Fluss Thailands.
Er beginnt am Zusammenfluss der Flüsse Ping und Nan in Nakhon Sawan. Weitere wichtige Zuflüsse des Chao-Phraya-Systems sind der Yom, der größte Nebenfluss des Nan, der von Phitsanulok bis Chum Saeng nördlich von Nakhon Sawan (nur wenige Kilometer vor dem Ursprung des Chao Phraya) nahezu parallel zu diesem verläuft, sowie der Wang, der bei Tak Ok (Provinz Tak) in den Ping mündet.
Der Chao Phraya fließt von Nakhon Sawan durch die zentrale Tiefebene etwa 370 Kilometer bis nach Bangkok, wo er an der Nahtstelle von Indochinesischer und Malaiischer Halbinsel in den Golf von Thailand mündet. Bei Chai Nat teilt sich der Fluss in den Hauptarm und den schmaleren Mae Nam Tha Chin (Tha-Chin-Fluss), der bei Samut Sakhon etwa 35 km westlich von Bangkok in den Golf von Thailand mündet. In Chai Nat befindet sich auch der Chao-Phraya-Staudamm.
Neben Bangkok liegen auch die alte Hauptstadt Ayutthaya sowie die kleineren Provinzhauptstädte Uthai Thani, Chai Nat, Sing Buri, Ang Thong, Pathum Thani, Nonthaburi und Samut Prakan am Chao Phraya. Er ist eine wichtige Verkehrsader Thailands und dient auch mit vielen Kanälen (Khlongs) zur Bewässerung der Reisanbaugebiete.
Das rasche Stadtwachstum Bangkoks führte zum Zubau vieler Kanäle, was den Wasserabfluss in den Chao Phraya behinderte und das verheerende Hochwasser 2011 begünstigte.

## Geschichte
Auf historischen Karten wird der Chao Phraya meist nur als „Menam“, auch „Mae Nam“ bezeichnet, welches das thailändische Wort für Fluss ist. Im englischen Sprachraum wird er aufgrund seiner historischen Bedeutung auch häufig River of Kings genannt.
Chao Phraya war im feudalen Siam ein hoher Adelstitel, etwa mit Herzog oder Markgraf übersetzbar, dessen Träger als Staatsminister oder Gouverneur einer bedeutenden Stadt diente. Der englische Geograph James Fitzroy McCarthy erklärte 1900 in seinen Aufzeichnungen, dass der Name bedeutet, dass es sich um den Hauptfluss des Landes handelt.
Der heutige Lauf des unteren Chao Phraya hat sich erst in der Mitte des 19. Jahrhunderts etabliert. Früher suchte sich der Fluss oft nach dem alljährlichen Hochwasser ein neues Bett, so ist zum Beispiel südlich von Chai Nat bis hinunter nach Ang Thong ein früherer Flussverlauf zu erkennen, welcher sich einige Kilometer westlich des heutigen Flusses befindet. Später versuchten siamesische Ingenieure den Lauf zu beeinflussen: sie bauten im Jahr 1813 einen Damm bei Ang Thong, um den Flusslauf bis Ayutthaya zu begradigen. Der Damm brach wiederholt, so dass dieses Projekt schließlich aufgegeben wurde.
Südlich von Ayutthaya waren die Ingenieure erfolgreicher: von 1538 bis 1722 konnten sie durch Kanalbau die Entfernungen, die die Handelsschiffe vom Golf von Siam bis zur Hauptstadt Ayutthaya zurücklegen mussten, um 62,3 Kilometer verkürzen: 
- Zuerst wurde 1538 ein drei Kilometer langer, so genannter Khlong Lat (Thai: คลองลัด – „Abkürzungskanal“) gegraben, der Wat Chalo (⊙ – Amphoe Bang Kruai, Nonthaburi) mit Wat Khee Lek (⊙ – Bezirk Bangkok Noi) verband. Der „Khlong Lat Bang Kruai“ genannte Kanal verkürzte die Reiseroute um etwa 13–14 Kilometer. Er ist heute Teil des Khlong Bangkok Noi.
- Der zweite Khlong Lat hat eine große Bedeutung für die siamesische Geschichte, denn er erschuf die geografischen Begebenheiten, die schließlich zur Gründung Bangkoks und Thonburis führten. Über das genaue Datum gibt es widersprüchliche Angaben, sowohl 1538 als auch 1542. Der zwei Kilometer lange Kanal begann etwa am ehemaligen Bahnhof von Bangkok Noi (⊙ – Bezirk Bangkok Noi) und führte bis zu einem Punkt knapp südlich des Wat Arun ⊙. Der Fluss akzeptierte schnell diese Abkürzung, so dass der Kanal heute wie der richtige Flussverlauf aussieht. Der ursprüngliche Verlauf verlandete nach und nach; er wird heute Khlong Bangkok Yai genannt. Dieser Kanal, „Khlong Lat Bangkok“ genannt, verkürzte die Entfernung nach Ayutthaya um etwa 14 Kilometer.
- Die dritte Abkürzung, der „Khlong Lat Kret Yai“, wurde 1608 bei Pathum Thani gegraben (⊙ bis ⊙). Er verkürzte 18 Kilometer auf sieben. Der nördliche Teil des ursprünglichen Flussbetts heißt heute „Khlong Bang Phrao“, der südliche „Khlong Bang Luang“.
- Im Jahr 1636 wurde „Khlong Lat Mueang Nonthaburi“ angelegt (⊙ bis ⊙), welcher von einer Entfernung von ehemals 22 Kilometer 17 einsparte.
- „Khlong Lat Kret Noi“ aus dem Jahr 1722 verkürzte sechs Kilometer Fluss auf zwei (⊙ bis ⊙). Er erschuf die heutige Insel Ko Kret.
- Der sechste Khlong Lat verläuft südlich von Khlong Toei im Amphoe Phra Pradaeng (⊙ bis ⊙). Der 600 Meter lange Kanal sollte eigentlich 19 Kilometer einsparen. Da der Chao Phraya abhängig von den Gezeiten ist, stellte sich bald heraus, dass durch den neuen Kanal bei Flut Salzwasser viel zu weit nach Norden vordrang und das Leben im und am Fluss schädigte. 1784 wurde ein Deich gezogen, der das Eindringen von Seewasser verhinderte. Heute ist der „Khlong Pak Lat“ der einzige Kanal, der nicht zu einem Teil des Flussverlaufs wurde.
- Der deutsche Botaniker Johann Gerhard König unternahm im November 1778 eine Fahrt auf dem Chaophraya und berichtet von zahlreichen Krokodilen, die bei Tage im Fluss schwammen und schauderhafte Geräusche machten. Auch von unglaublich vielen Affen ist noch die Rede. Doch werden beide von den Reisenden der späten ersten Hälfte des 19. Jahrhunderts nicht mehr erwähnt, sie scheinen also Ende des 18. und Anfang des 19. Jahrhunderts vertrieben worden zu sein[7].

## Eindrücke vom Flussverlauf

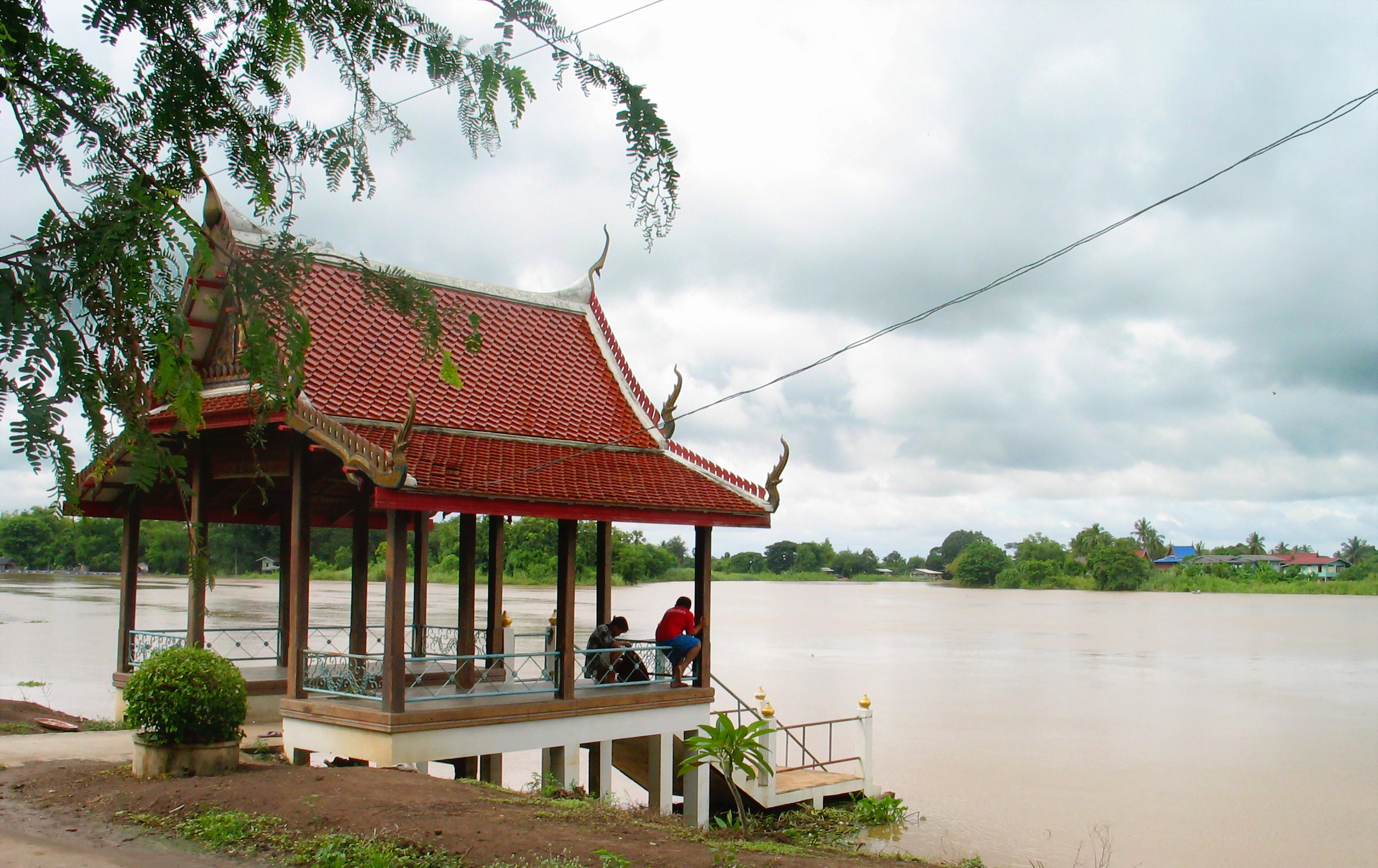
Ang Thong: Blick vom Wat Tha Sutthawat auf den Fluss
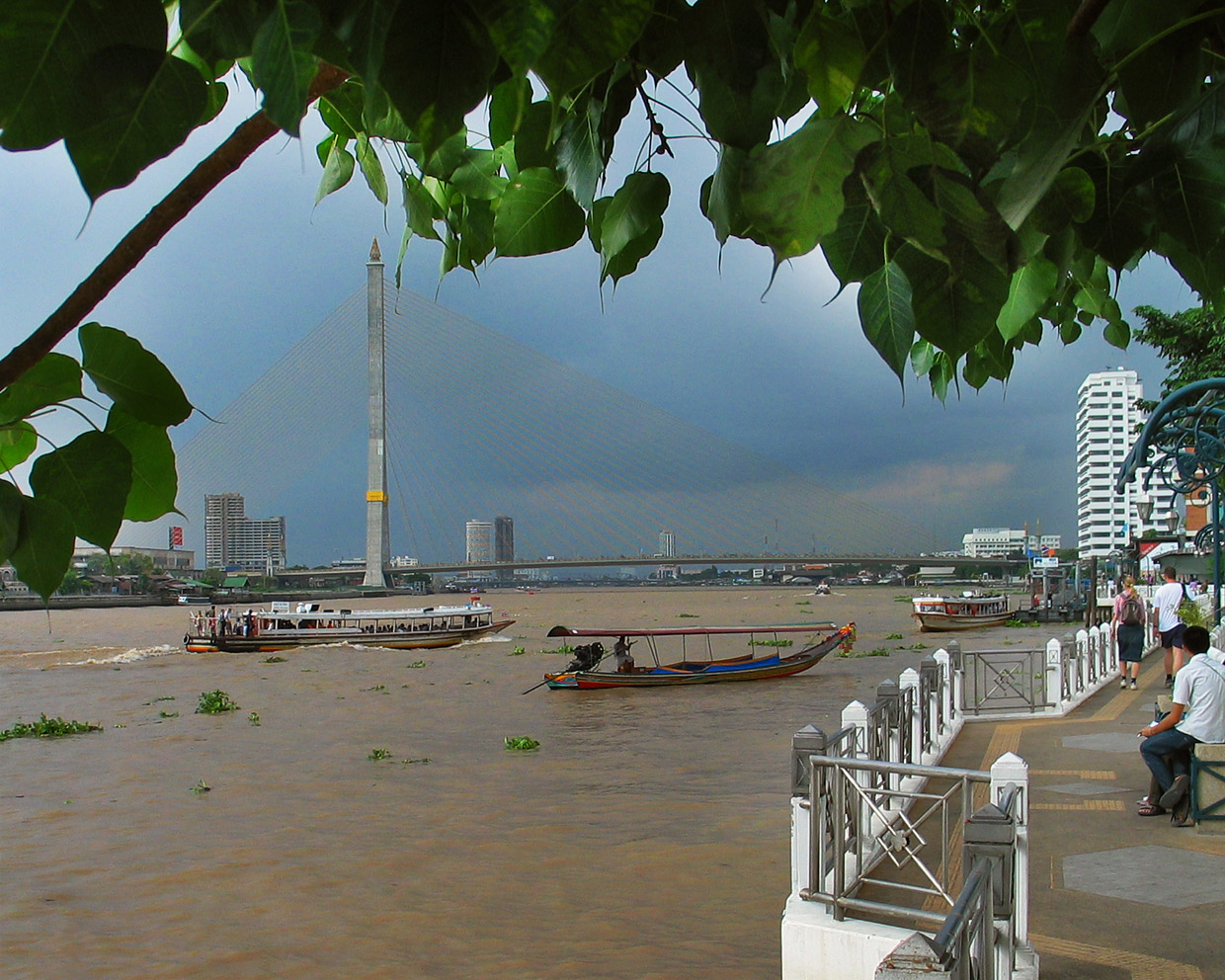
Bangkok: Rama-VIII.-Brücke über den Chao Phraya
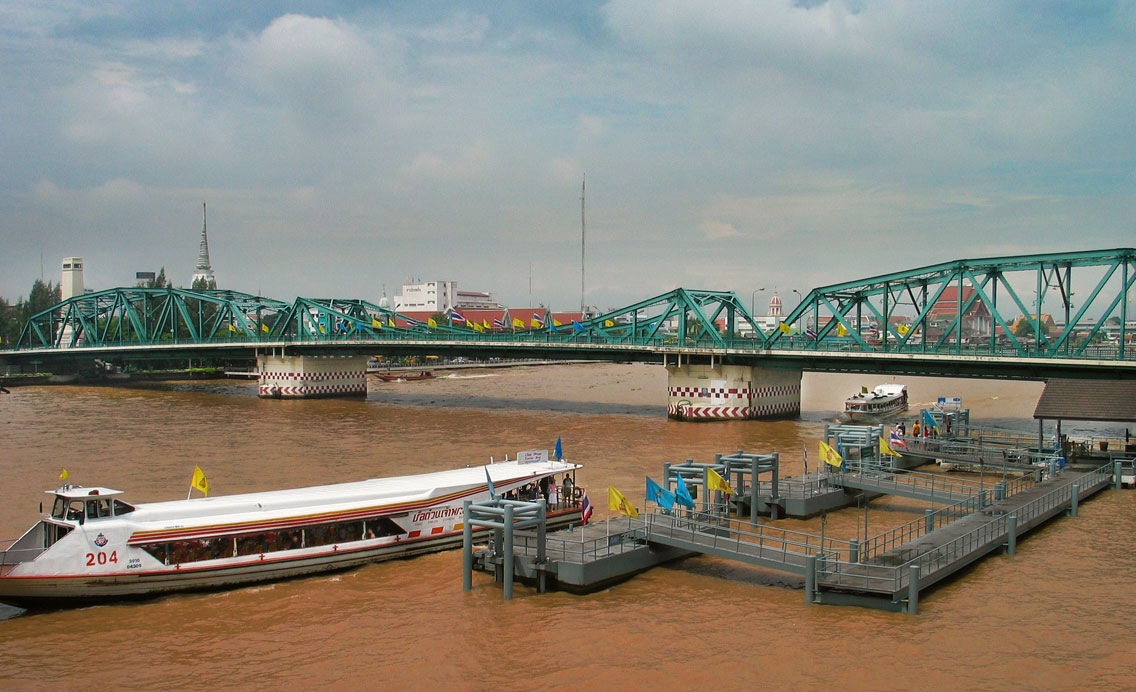
Bangkok: Phra Phutthayotfa-Brücke
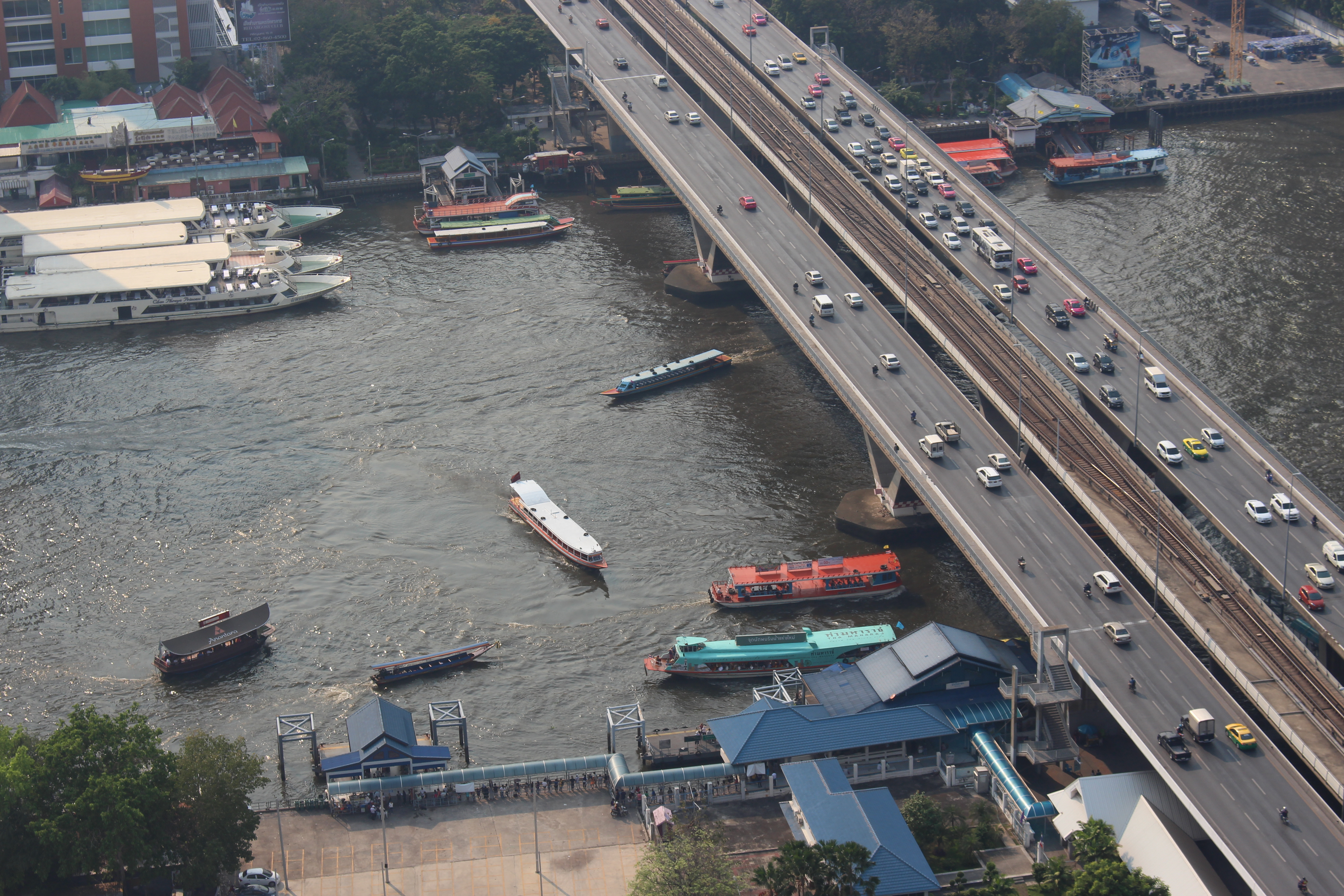
Reges Treiben auf dem Fluss in Bangkok
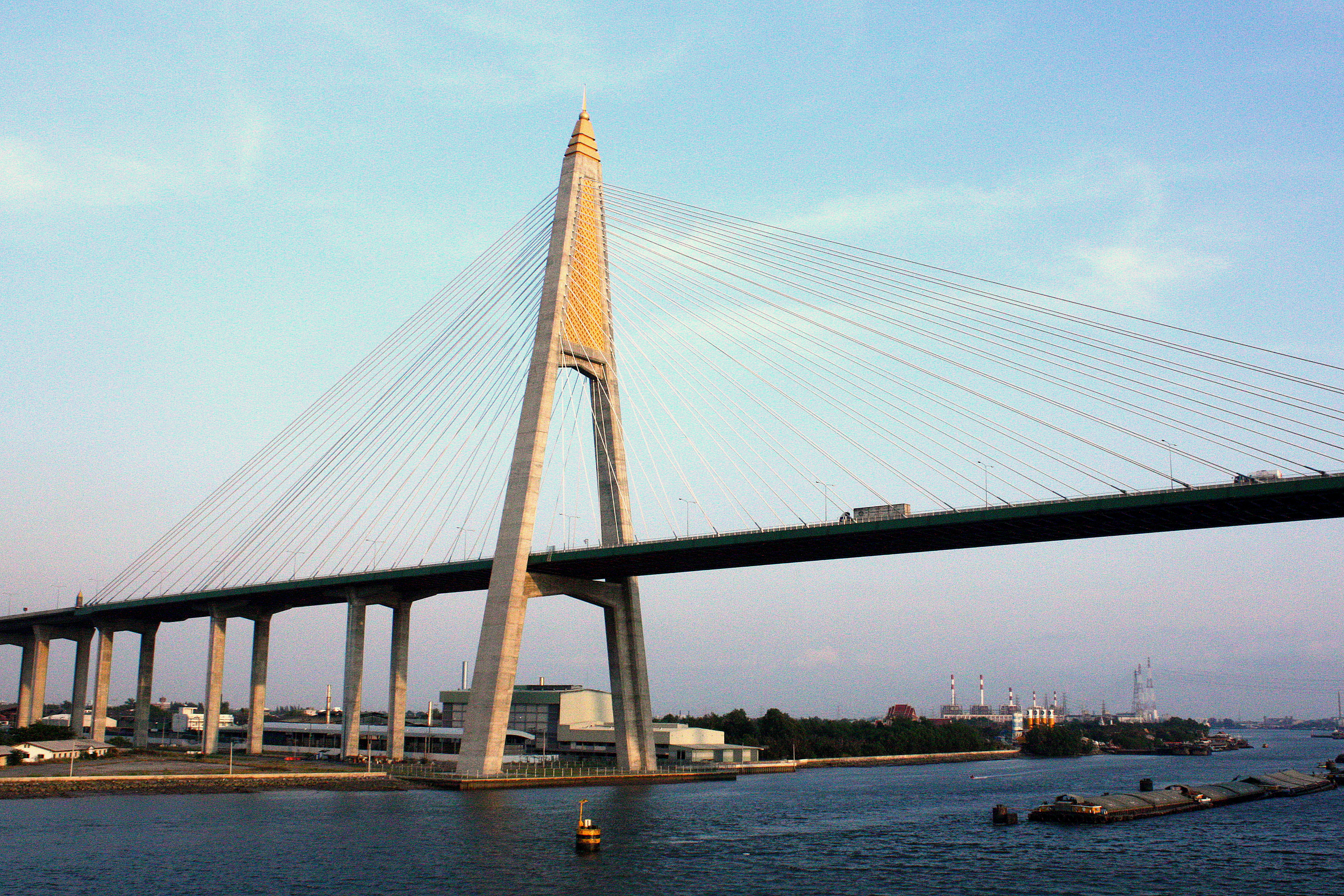
Kanchanaphisek-Brücke mündungsnächste Querung des Chao Phraya
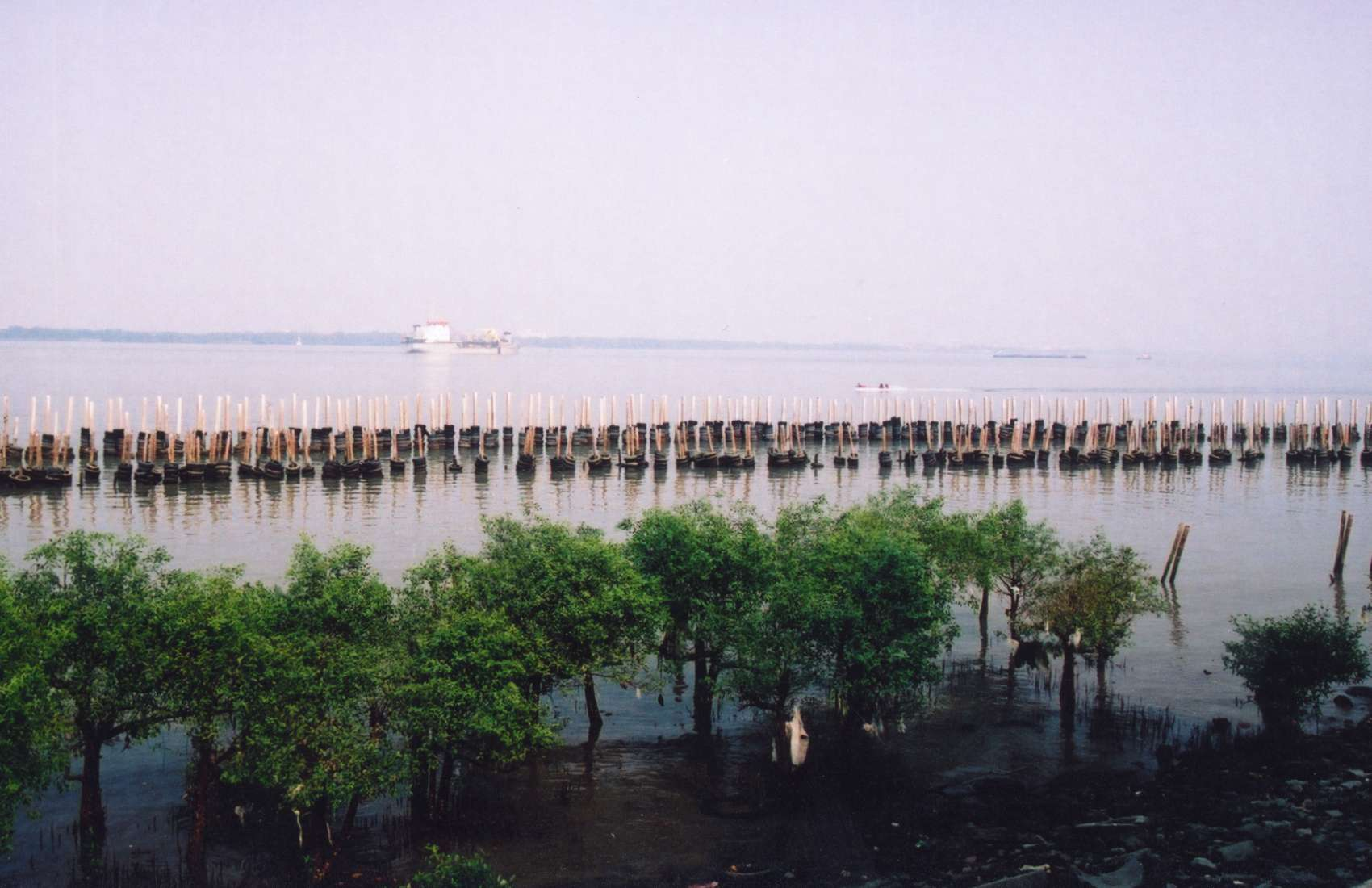
Mündung des Chao Phraya in Samut Prakan

## Wichtige Brücken in Bangkok
- Rama-VI.-Brücke – Eisenbahnbrücke der südlichen Eisenbahnlinie, nahe Nonthaburi
- Rama-VIII.-Brücke – asymmetrische Hängebrücke, erst im Mai 2002 eingeweiht, heute eine der wichtigsten Verkehrsverbindungen nach Thonburi
- Phra-Pinklao-Brücke – nördlich des Sanam Luang, Verlängerung des Ratchadamnoen-Boulevards
- Phra Phutthayotfa-Brücke (Saphan Phut oder „Memorial Bridge“) – die erste Brücke zwischen Bangkok und Thonburi, eingeweiht zum 150. Jahrestag der Gründung Bangkoks
- Krungthep-Brücke – wurde am 25. Juni 1959 als zweite Brücke über den Chao Phraya eröffnet (Bezirk Bang Kho Laem)
- Rama-IX.-Brücke – des Chalerm Maha Nakhon Expressway im Bezirk Yannawa
- Bhumibol-Brücke – (auch: „Mega Bridge“) – überspannt seit September 2006 den Chao Phraya, der im Bezirk Phra Pradaeng eine große Schleife bildet, gleich an zwei Stellen; Teil der geplanten Industrial Ring Road.
- Kanchanaphisek-Brücke – Brücke der Outer Bangkok Ring Road und seit November 2007 mündungsnächste Querung des Chao Phraya.

## Film
- 360° – Geo-Reportage. Bangkoks Schatztaucher. Dokumentarfilm, Deutschland, 2013, 43 Min., Buch und Regie: Martin Schacht, Produktion: MedienKontor FFP, GEO, arte, Reihe: 360° – Geo-Reportage, Erstsendung: 26. April 2014 bei arte, Inhaltsangabe mit Filmbeginn von GEO.